# Acacia hindsii
Acacia hindsii är en ärtväxtart som beskrevs av George Bentham.
Acacia hindsii ingår i släktet akacior och familjen ärtväxter. Inga underarter finns listade i Catalogue of Life.